# 俄軍婦女營

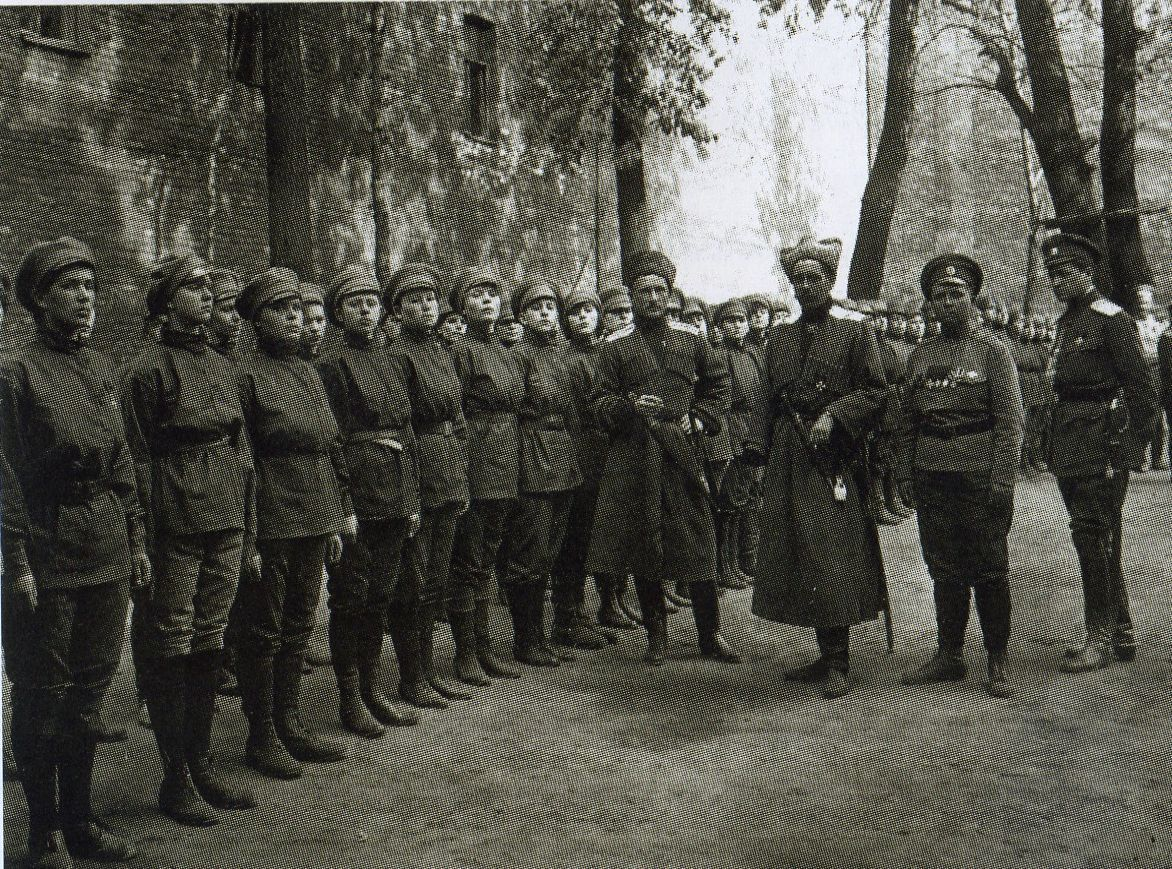

俄軍婦女營是一戰後期，1917年俄國二月革命後俄國臨時政府組建的一支由年輕女性成員組成的作戰部隊。由於戰爭曠日持久，前綫俄軍士兵厭戰情緒蔓延，組建這隻婦女部隊並她們送上前綫的目的在於激勵俄軍士兵們的鬥志，該軍團的指揮官是瑪麗亞·列昂季耶芙娜·波奇卡列娃上尉。
1917年春，俄國臨時政府根據瑪麗亞·列昂季耶芙娜·波奇卡列娃的建議，授權她組建一個婦女步兵營。關於招募的女兵人數，衆説紛紜，有的說是有20000多婦女應徵，當時在俄國采訪的美國記者貝西·比蒂對此做了報道，根據她的估算，1917年秋天在俄軍部隊服役的女性總數大概爲5000多人。然而實際上，最初只有2000多人應徵，而且經過嚴格訓練的篩選，最後真正上前綫作戰的只有300多人，這300人組成了“俄國第一女子敢死營”和“彼得格勒婦女敢死營”的兩隻作戰部隊。六月底，這隻新組建的女子部隊開赴前綫，并於七月參加了俄軍發起的“克倫斯基攻勢”。在前綫戰鬥中，因傷亡造成減員的女兵數量占了婦女營部隊的1/3，剩餘的部隊在後來前綫反戰情緒日益嚴重的情況下不得不於1917年秋天解散。而指揮官波奇卡列娃也在後來的俄國内戰期間被布爾什維克逮捕，并於1920年5月被肅反委員會處死。

## 影視作品
俄軍婦女營的故事由俄羅斯電影導演德米特里·梅斯希耶夫拍成了電影《婦女營》於2015年公開上演。
- YouTube視頻片段 （页面存档备份，存于）
- YouTube視頻片段 （页面存档备份，存于）

## 外部鏈接
- Bessie Beatty （页面存档备份，存于）